# Sybra apicalis
Sybra apicalis är en skalbaggsart som beskrevs av Stefan von Breuning 1939. Sybra apicalis ingår i släktet Sybra och familjen långhorningar. Inga underarter finns listade i Catalogue of Life.